# استفان جوبارد
استفان جوبارد (انگلیسی: Stéphane Jobard؛ زادهٔ ۲۱ فوریهٔ ۱۹۷۱) بازیکن سابق و مربی فوتبال اهل فرانسه است.
از باشگاه‌هایی که در آن بازی کرده‌است می‌توان به باشگاه فوتبال دیژون اشاره کرد.